# Luiz Trainini
Luiz Gustavo Trainini da Silva (Canoas, 14 de janeiro de 1978) é um atleta de tiro com arco brasileiro.

## Jogos Olímpicos de 2008
Nos Jogos Olímpicos de 2008 em Pequim, Trainini terminou a rodada classificatória com um total de 610 pontos, o que o colocou em 61.° lugar no chaveamento. Seu adversário no primeiro combate foi Park Kyung-Mo. Park venceu o combate por 116-99 e Trainini foi eliminado. Park prosseguiu na competição e conquistou a medalha de prata no torneio olímpico.